# Italia Shore
Italia Shore è un reality show italiano di MTV Italia, trasmesso a partire dal 4 marzo 2024 su Paramount+.
Il programma è la versione italiana del franchise televisivo americano Jersey Shore e segue la vita quotidiana di dieci coinquilini che vivono insieme per diverse settimane a Fregene, località balneare nel Lazio nelle vicinanze di Roma.

## Produzione
Nel febbraio 2022, la Paramount Global ha annunciato una nuova serie di show non sceneggiati e il rinnovo di diversi programmi per MTV Entertainment Studios, tra cui sette nuove versioni del franchise Shore.
Il 15 settembre 2022 viene lanciato in Italia il servizio streaming Paramount+. Successivamente è stata avviata la programmazione e la produzione di serie italiane, tra cui Italia Shore, annunciata per la prima volta l'8 settembre 2023 e con messa in onda prevista nel 2024.
La prima stagione è andata in onda dal 4 marzo al 29 aprile 2024 su Paramount+. Circa un paio di settimane prima del lancio ufficiale del programma, il 12 febbraio 2024 è stato trasmesso un episodio speciale intitolato Meet the cast con lo scopo di presentare i concorrenti del reality.
Dal 18 febbraio al 22 aprile 2025 è andata in onda la seconda stagione del programma, sempre su Paramount+, trasmettendo un nuovo episodio ogni settimana.

## Format
Italia Shore segue la vita quotidiana di dodici giovani, provenienti da tutta Italia, dal carattere esuberante e dallo stile di vita eccentrico, che convivono per diverse settimane in una villa a Fregene, sulla costa laziale. Le dinamiche tra i partecipanti, le loro interazioni e le situazioni che affrontano costituiscono il fulcro del format, offrendo al pubblico uno spaccato delle loro avventure e relazioni amorose. Similmente a quanto avveniva in Jersey Shore, i concorrenti devono anche svolgere delle attività lavorative al fine di poter ottenere il budget per l'organizzazione di feste e serate a tema.

## Cast
Di seguito è riportata la lista dei membri attuali e passati del cast di Italia Shore. L'età indicata è quella che i concorrenti avevano al momento del loro debutto nel programma. 

### Concorrenti attuali
- Francesco Russo (Skino)[11]: ha 20 anni e risiede a Colleferro, comune nella provincia di Roma. Nella vita fa il ballerino. (stagione 1 - presente)
- Gilda Provenzano  (La Giss)[12]: ha 22 anni ed è originaria di Cosenza ma attualmente vive a Valencia. (stagione 1 - presente)
- Samuele Bragelli (Spadino)[13]: ha 24 anni e viene da Roma, residente nella frazione di Acilia. Nella vita lavora come cuoco in un ristorante a Trastevere. (stagione 1 - presente)
- Piermarco Vellitri (Marcolino)[14]: ha 22 anni ed è di Anzio, comune in provincia di Roma. La sua passione più grande è il calcio. (stagione 1 - presente)
- Swamy Prinno[15]: proveniente da Volla, in provincia di Napoli, ha 21 anni e nella vita lavora come PR nelle discoteche napoletane. (stagione 1 - presente)
- Alessandro Ronca[16]: studente di Economia di 23 anni, proviene da Roma e pratica pugilato. (stagione 2 - presente)
- Gaia[17]: 20 anni, di Roma, attualmente lavora come cameriera in un ristorante. (stagione 2 - presente)
- Nicole Bertoni (Nikita)[18]: ha 23 anni e vive a Milano. Nel corso della sesta puntata della seconda stagione Nikita confessa agli altri concorrenti di essere una ragazza transgender.[19] (stagione 2 - presente)
- Vincenzo D'Antò[20]: viene da Napoli ed ha 23 anni. Nella vita lavora come personal trainer. (stagione 2 - presente)
- Beatrice Cirioni[21]: ha 26 anni e viene da Roma. Lavora in una tabaccheria della capitale insieme alla sua migliore amica. (stagione 2 - presente)
- Emi Zhou Viola Zijun[22]: è di origini cinesi, ha 23 anni e vive a Riccione. Partecipa alla prima stagione e viene riconfermata anche nel cast della seconda, ma durante il corso della terza puntata abbandona volontariamente il programma per problemi personali. Ritorna nel cast del programma all'inizio della puntata finale della seconda stagione. (stagione 1 - presente)

### Ex concorrenti
- Axel Essan[23]: ha 23 anni e viene da Monza. Nella vita lavora come rapper e modello. È il primo, e unico, concorrente gay ad aver finora partecipato al reality.[24] Lascia il programma volontariamente nel corso della quarta puntata della prima stagione. (stagione 1)
- Asia Calamassi[24]: 23 anni di Firenze, nella vita è una fotomodella e ragazza immagine. Partecipa alla prima stagione del programma ma non ritorna nel cast della seconda. (stagione 1)
- Claris Olivero De Piccolis[25]: di origini cubane, ha 21 anni ed è residente a Santa Severa, nella provincia di Roma. Nella vita lavora come barista e pratica pallavolo. Partecipa alla prima stagione del programma ma non ritorna nel cast della seconda. (stagione 1)
- Gianmarco Lugato[26]: 24 anni, proveniente da Venezia. Entra a far parte del cast a partire dalla quarta puntata della prima stagione, per poi non essere riconfermato nella seconda. (stagione 1)
- Jasmin Melika Salvati[27]: ha 23 anni e viene da Ladispoli, in provincia di Roma. In passato era stata concorrente della quarta stagione di Ex on the Beach Italia. Viene espulsa dal programma nel corso della sesta puntata della prima stagione, a seguito di condotta violenta nei confronti di un altro concorrente.[28] (stagione 1)
- Mattia Caruso (Drago)[29]: 20 anni, originario di Rigutino e di recente trasferitosi a Milano. Studia biologia e ha la passione per la boxe, di cui è stato campione italiano nel 2019. Partecipa alla prima stagione e viene riconfermato nel cast della seconda, ma durante il corso dell'ottava puntata abbandona volontariamente il programma per motivi personali. (stagione 1 - 2)

## Edizioni
| Edizione | Periodo          | Periodo        | Puntate | Concorrenti | Location |
| Edizione | Inizio           | Fine           | Puntate | Concorrenti | Location |
| -------- | ---------------- | -------------- | ------- | ----------- | -------- |
| 1ª       | 4 marzo 2024     | 12 maggio 2024 | 10      | 12          | Fregene  |
| 2ª       | 18 febbraio 2025 | 22 aprile 2025 | 10      | 12          | Fregene  |

Note:
1. ↑  Inclusi Axel Essan e Jasmin Melika Salvati, che abbandona la casa e viene espulsa, rispettivamente, in seguito sostituiti durante il corso del programma.
2. ↑  Inclusi Emi Zhou Viola Zijun e Mattia "Drago" Caruso, che abbandonano volontariamente il programma prima della sua conclusione.

### Prima edizione
La prima stagione dello show è stata annunciata l'8 settembre 2023 e trasmessa in anteprima su Paramount+ a partire dal 4 marzo 2024. Il cast è stato presentato il 12 febbraio 2024 con una puntata speciale intitolata Meet the cast. Al programma prendono parte anche Matteo Diamante, già concorrente della seconda stagione di Ex on the Beach Italia e della settima edizione del Grande Fratello VIP, in qualità di fun manager, e Jutta Ariane Mele in qualità di responsabile di un'agenzia di intermediazione lavorativa che individua diverse strutture del settore commerciale e organizza attività lavorative per i concorrenti.

#### Dettaglio delle puntate
| Concorrenti | Episodi | Episodi | Episodi | Episodi | Episodi | Episodi | Episodi | Episodi | Episodi | Episodi |
| Concorrenti | 1       | 2       | 3       | 4       | 5       | 6       | 7       | 8       | 9       | 10      |
| ----------- | ------- | ------- | ------- | ------- | ------- | ------- | ------- | ------- | ------- | ------- |
| Asia        |         |         |         |         |         |         |         |         |         |         |
| Axel        |         |         |         |         |         |         |         |         |         |         |
| Claris      |         |         |         |         |         |         |         |         |         |         |
| Drago       |         |         |         |         |         |         |         |         |         |         |
| Emi         |         |         |         |         |         |         |         |         |         |         |
| Gianmarco   |         |         |         |         |         |         |         |         |         |         |
| Jasmin      |         |         |         |         |         |         |         |         |         |         |
| La Giss     |         |         |         |         |         |         |         |         |         |         |
| Marcolino   |         |         |         |         |         |         |         |         |         |         |
| Skino       |         |         |         |         |         |         |         |         |         |         |
| Spadino     |         |         |         |         |         |         |         |         |         |         |
| Swamy       |         |         |         |         |         |         |         |         |         |         |

     Il concorrente è presente nell'episodio.
     Il concorrente entra nel cast di Italia Shore.
     Il concorrente ritorna nel cast nell'episodio.
     Il concorrente viene espulso da Italia Shore.
     Il concorrente si ritira volontariamente da Italia Shore.
     Il concorrente non è presente nell'episodio.

### Seconda edizione
La seconda stagione dello show è stata rinnovata da Paramount+ nel giugno 2024 e le riprese si sono svolte tra Fregene e Roma a cavallo tra agosto e settembre dello stesso anno. Il 28 gennaio 2025, tramite l'account ufficiale Instagram, Paramount+ pubblica un post anticipandone i concorrenti e la data della prima. Il 7 febbraio successivo viene pubblicata su YouTube la puntata speciale Meet the cast, la quale conferma la presenza di alcuni concorrenti della prima stagione e introduce cinque nuovi partecipanti, ovvero Nicole "Nikita" Bertoni, Gaia, Alessandro Ronca, Vincenzo D'Antò e Beatrice Cirioni. Anche per questa edizione, vengono confermati, negli stessi ruoli ricoperti in precedenza nella prima stagione, Matteo Diamante e Jutta Ariane Mele.

#### Dettaglio delle puntate
| Concorrenti | Episodi | Episodi | Episodi | Episodi | Episodi | Episodi | Episodi | Episodi | Episodi | Episodi |
| Concorrenti | 1       | 2       | 3       | 4       | 5       | 6       | 7       | 8       | 9       | 10      |
| ----------- | ------- | ------- | ------- | ------- | ------- | ------- | ------- | ------- | ------- | ------- |
| Alessandro  |         |         |         |         |         |         |         |         |         |         |
| Beatrice    |         |         |         |         |         |         |         |         |         |         |
| Drago       |         |         |         |         |         |         |         |         |         |         |
| Emi         |         |         |         |         |         |         |         |         |         |         |
| Gaia        |         |         |         |         |         |         |         |         |         |         |
| La Giss     |         |         |         |         |         |         |         |         |         |         |
| Marcolino   |         |         |         |         |         |         |         |         |         |         |
| Nikita      |         |         |         |         |         |         |         |         |         |         |
| Skino       |         |         |         |         |         |         |         |         |         |         |
| Spadino     |         |         |         |         |         |         |         |         |         |         |
| Swamy       |         |         |         |         |         |         |         |         |         |         |
| Vincenzo    |         |         |         |         |         |         |         |         |         |         |

     Il concorrente è presente nell'episodio.
     Il concorrente entra nel cast di Italia Shore.
     Il concorrente ritorna nel cast nell'episodio.
     Il concorrente viene espulso da Italia Shore.
     Il concorrente si ritira volontariamente da Italia Shore.
     Il concorrente non è presente nell'episodio.
     Il concorrente è presente nell'episodio ma non come membro ufficiale del cast di Italia Shore.

## Episodi

### Prima edizione (2024)
| Episodi | Titolo                               | Prima TV         |
| ------- | ------------------------------------ | ---------------- |
| –       | Meet the cast                        | 12 febbraio 2024 |
| 1       | Vacanza Mode On!                     | 4 marzo 2024     |
| 2       | Lavoro, liti e lussuria              | 4 marzo 2024     |
| 3       | Because the night                    | 11 marzo 2024    |
| 4       | La danza del corteggiamento          | 18 marzo 2024    |
| 5       | Il triangolo della gelosia           | 25 marzo 2024    |
| 6       | Calma e sangue freddo: livello zero  | 1º aprile 2024   |
| 7       | Un ingresso vulcanico                | 8 aprile 2024    |
| 8       | Tentazioni pericolose                | 15 aprile 2024   |
| 9       | Strip & Revenge: Intrighi e Vendetta | 22 aprile 2024   |
| 10      | We are family !!!                    | 29 aprile 2024   |

### Seconda edizione (2025)
| Episodi | Titolo                          | Prima TV         |
| ------- | ------------------------------- | ---------------- |
| –       | Meet the cast                   | 7 febbraio 2025  |
| 1       | Back to Shore                   | 18 febbraio 2025 |
| 2       | Nuovi arrivi, vecchie abitudini | 25 febbraio 2025 |
| 3       | Gli Shore Boy                   | 4 marzo 2025     |
| 4       | La Vie En Shore                 | 11 marzo 2025    |
| 5       | Amore e Psyco                   | 18 marzo 2025    |
| 6       | We Are Shore Family             | 25 marzo 2025    |
| 7       | O Shore Mio                     | 1° aprile 2025   |
| 8       | Castelli, draghi e altre storie | 8 aprile 2025    |
| 9       | Incoscienti giovani             | 15 aprile 2025   |
| 10      | NEVERENDING SHORE               | 22 aprile 2025   |